# سی‌ای‌سی واکت
سی‌ای‌سی واکت (به انگلیسی: CAC_Wackett) یک هواگرد ملخ‌پیشین تک‌موتوره از نوع هواپیمای آموزشی ساخت شرکت Commonwealth Aircraft Corporation است. هواگرد سی‌ای‌سی واکت نخستین پروازش را در ۱۹ سپتامبر ۱۹۳۹ میلادی انجام داد. این هواگرد در سال مارس ۱۹۴۱ میلادی رسماً معرفی گردید. در مجموع، تعداد ۲۰۲ فروند از این هواگرد ساخته شده‌است.
طراح این هواگرد، Lawrence Wackett بود.